# William Wilson Potter
William Wilson Potter (* 18. Dezember 1792 in Potters Mills, Centre County, Pennsylvania; † 28. Oktober 1839 in Bellefonte, Pennsylvania) war ein US-amerikanischer Politiker. Zwischen 1837 und 1839 vertrat er den Bundesstaat Pennsylvania im US-Repräsentantenhaus.

## Werdegang
William Potter besuchte die öffentlichen Schulen in Bellefonte und absolvierte danach das Dickinson College in Carlisle. Nach einem anschließenden Jurastudium und seiner 1814 erfolgten Zulassung als Rechtsanwalt begann er in diesem Beruf zu arbeiten. Politisch schloss er sich später der Demokratischen Partei an.
Bei den Kongresswahlen des Jahres 1836 wurde Potter im 14. Wahlbezirk von Pennsylvania in das US-Repräsentantenhaus in Washington, D.C. gewählt, wo er am 4. März 1837 die Nachfolge von Joseph Henderson antrat. Nach einer Wiederwahl konnte er bis zu seinem Tod am 28. Oktober 1839 im Kongress verbleiben.